# Heinrich Kern
Heinrich Kern (Bülach, 15 mei 1853 - Zihlschlacht, 18 oktober 1923) was een Zwitsers politicus.
Heinrich Kern volgde lager en middelbaar onderwijs en was daarna als boer werkzaam op de boerderij van zijn ouders. Daarna was hij werkzaam als verzekeringsagent. 
Heinrich Kern ging in 1875 in de politiek toen hij voor de Liberale Partij van het kanton Zürich gemeentesecretaris van Bülach werd en daarna in de gemeenteraad van Bülach werd gekozen (tot 1891). Van 1883 tot 1891 was hij lid, daarna (vanaf 1884) vicepresident van het districtsgerechtshof. Van 1884 tot 1896 was hij lid van de Kantonsraad van Zürich. Van 1895 tot 1896 was hij voorzitter van de Kantonsraad van Zürich. Van 1895 tot 1902 was hij voor de Vrijzinnig Democratische Partij (FDP) lid van de Nationale Raad (het lagerhuis van het federale parlement).
Heinrich Kern was van 1896 tot 1908 lid van de Regeringsraad van Zürich. Hij beheerde de departementen van Volksgezondheid, Militaire Zaken en Openbare Werken. Hij was in 1900 en in 1907 voorzitter van de Regeringsraad (dat wil zeggen regeringsleider) van Zürich.
Na zijn aftreden als Regeringsraad was hij sinds 1917 bestuurslid van de mede door hem in 1897 opgerichte Zwitserse Boerenbond.
Heinrich Kern was luitenant-kolonel in het Zwitserse leger. Hij overleed op 70-jarige leeftijd.